# Казакевич, Владимир Михайлович
Владимир Михайлович Казакевич (1908 — после 1985) — и. о. начальника 6-го отдела 2-го управления (Управления особых отделов) НКВД СССР, полковник (1943). Член ВКП(б) с 1938 года.

## Биография
Из еврейской семьи, отец был кустарём. Работал чернорабочим городской канализации в Харькове с 1924 по 1925, затем штамповщик государственного кроватного завода в Харькове с 1925 по 1928, после чего токарь паровозостроительного завода в Харькове с 1929 по 1930. Студент Института хозяйства в 1928—1929, слушатель Высшей школы рационализаторов-строителей в Харькове в 1930—1931. Рационализатор, заведующий планово-производственным отделом тракторного завода в Харькове с 1931 по 1933.

## В органах государственной безопасности
В органах госбезопасности — сверхштатный помощник уполномоченного Секретно-политического отдела (СПО) Одесского областного отдела ОГПУ с января по апрель 1933, затем сверхштатный уполномоченный СПО, сверхштатный уполномоченный 1-го отделения СПО Одесского областного отдела ОГПУ до апреля 1934. Штатный уполномоченный 1-го отделения СПО Одесского областного отдела НКВД, оперуполномоченный 1-го отделения СПО, оперуполномоченный 4-го отделения СПО Одесского областного отдела НКВД до марта 1937. Временный помощник начальника 2-го отделения 4-го отдела НКВД УССР с марта по сентябрь 1937. Временный помощник начальника, заместитель начальника 1-го отделения 5-го отдела ГУГБ НКВД с сентября 1937 по январь 1939. Также с 20 августа по 29 сентября 1938 являлся исполняющим обязанности начальника 6-го отдела УОО НКВД СССР. Заместитель начальника следственной части 4-го отдела ГУГБ НКВД с января по март 1939. Преподаватель ВШ НКВД СССР с марта 1939 по февраль 1941. Заместитель начальника 3-го отдела НКВД с февраля по июль 1941.

## Великая Отечественная война
Заместитель начальника Особого отдела (ОО) НКВД Фронта резервных армий с июля по ноябрь 1941, заместитель начальника ОО НКВД Юго-Западного фронта с ноября 1941 по август 1942, заместитель начальника ОО НКВД Сталинградского фронта с августа по октябрь 1942, заместитель начальника ОО НКВД Донского фронта с октября 1942 по февраль 1943, заместитель начальника ОО НКВД Центрального фронта с февраля по апрель 1943, заместитель начальника Управления контрразведки (УКР) «Смерш» Северо-Западного фронта с апреля 1943 по апрель 1944, заместитель начальника УКР «Смерш» 2-го Белорусского фронта с апреля 1944 по март 1945, заместитель начальника УКР «Смерш» 4-го Украинского фронта с марта по июль 1945 года.

## После войны
Заместитель начальника УКР «Смерш» Прикарпатского ВО с июля 1945 по август 1946, заместитель начальника УКР МГБ Прикарпатского ВО с августа 1946 по февраль 1947, заместитель начальника УКР МГБ Московского ВО с февраля 1947 по сентябрь 1948. Откомандирован для дальнейшего прохождения службы в распоряжение Управления кадров Вооружённых сил СССР в сентябре 1948.

## Звания
- младший лейтенант госбезопасности (1936)
- лейтенант госбезопасности (1938)
- капитан госбезопасности (1939)
- майор государственной безопасности (1941)
- полковник (14.02.1943)

## Награды
- орден «Знак Почёта» (1937)[5]
- орден Суворова III степени (1945)
- орден Отечественной войны I степени (1944)[6][7]
- орден Отечественной войны I степени (1985)[8]
- 2 ордена Красного Знамени (1943[9];1944)
- медали (в том числе «За отвагу» (1940), «За боевые заслуги» (1944), «За оборону Сталинграда»)
- знак «Заслуженный работник НКВД»